# Corneliu-Florin Buicu
Corneliu-Florin Buicu (n. 22 noiembrie 1970, Hunedoara, Hunedoara, România) este un deputat român, ales în 2012 din partea Partidului Social Democrat.
A absolvit Universitatea de Medicină și Farmacie din Târgu Mureș (UMFTgM) și este medic primar Sănătate Publică și Management și conferențiar universitar la UMFTgM.
În anul 2012 a fost ales deputat în circumscripția Mureș, având drept priorități sănătatea și educația. Din februarie 2015 este Președinte al Comisiei pentru Sănătate și Familie din Camera Deputaților.